# Anderson, Indiana
Anderson är en stad (city) i Madison County i delstaten Indiana, USA. Anderson är administrativ huvudort (county seat) i Madison County.